# Rote Karte

Graphische Darstellung einer Roten Karte

Die Rote Karte (auch rote Karte) symbolisiert bei mehreren Mannschaftssportarten einen vom Schiedsrichter gegen einen Spieler ausgesprochenen Platzverweis. Sie gilt unter anderem in den Sportarten Fußball, Handball, Hockey, Pétanque, Radball und Rugby.
Im Volleyball und beim Fechten wird sie zur Anzeige eines verhängten Strafpunktes gegen einen Sportler seitens des 1. Schiedsrichters (Volleyball) oder des jeweiligen Kampfrichters (Fechten) gezeigt.

## Allgemeines
Die Rote Karte wird meist bei einer groben Unsportlichkeit verhängt. Dies kann ein grobes Foulspiel, eine Tätlichkeit oder Beleidigung sein.
Auch können Trainer oder Co-Trainer vom Spielfeldrand bzw. der technischen Zone auf die Tribüne verwiesen werden, dies geschieht dann aber in den meisten Sportarten ohne die Rote Karte (beim Handball und Fußball wird die Rote Karte gezeigt; bei besonders schwerer Unsportlichkeit im Handball die Rote und Blaue Karte). Gegen Trainer bzw. Co-Trainer kann, auf Grundlage des Schiedsrichterberichts, eine Sperre für nachfolgende Spiele durch das Sportgericht ausgesprochen werden.
Der betroffene Spieler hat das Spielfeld und den Innenraum (Fußball) sofort und ersatzlos zu verlassen und darf in die laufende Partie nicht mehr eingreifen. In den meisten Fällen wird er darüber hinaus für eines oder mehrere der folgenden Spiele gesperrt.
Nach einer Roten Karte darf das Spiel erst fortgesetzt werden, wenn der bestrafte Spieler das Spielfeld verlassen hat und der Schiedsrichter die Spielfortsetzung mit einem Pfiff freigibt. Wird der Ball zu früh gespielt, hat dies – bei exakter Regelauslegung – eine Gelbe Karte zur Folge.
Beim Fußball kann ab Betreten des Platzes durch den Schiedsrichter anlässlich der Platzkontrolle und nach Spielende eine Rote Karte gezeigt werden, wenn es zu „groben Unsportlichkeiten“ kommt; nach Spielende muss sich der Schiedsrichter noch auf dem Spielfeld befinden. Dies ist im Handball auch außerhalb des Spielfeldes möglich.

## Fußball

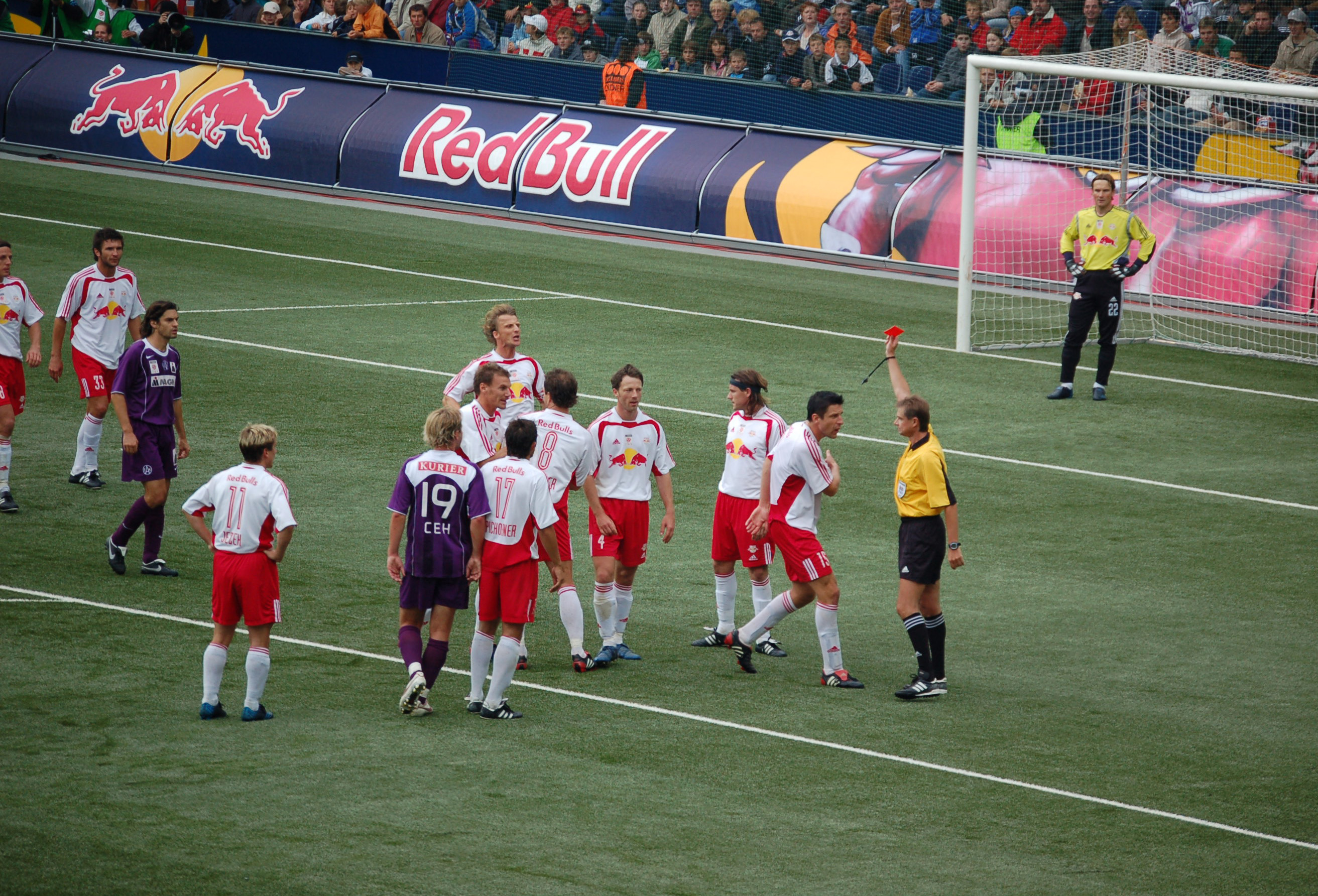
Rote Karte beim Fußball

Im Fußball wird die Rote Karte auch gezeigt, wenn durch ein Foulspiel oder ein absichtliches Handspiel eines Feldspielers eine offensichtliche Torchance des Gegners verhindert wird. Eine „Notbremse“ außerhalb des Strafraums wird mit Roter Karte und direktem Freistoß bestraft. Falls eine solche „Notbremse“ innerhalb des Strafraums begangen wurde und der Schiedsrichter dementsprechend auf Foulelfmeter entscheidet, wird die Notbremse nur mit Gelb bestraft, sofern das Foulspiel ballorientiert war. Diese Regelung verhindert eine sogenannte Doppelbestrafung.
Als Abgrenzung zur Gelb-Roten Karte spricht man auch von einer glatten Roten Karte oder schlicht von glatt Rot.

### Geschichte

#### Vorgeschichte
Bei der Fußball-Weltmeisterschaft 1966 kam es bei dem Viertelfinalspiel Argentinien gegen England zu turbulenten Szenen auf dem Spielfeld, die unter anderem darauf zurückzuführen waren, dass ein argentinischer Spieler den durch den deutschen Schiedsrichter Rudolf Kreitlein mündlich ausgesprochenen Platzverweis nicht verstand oder verstehen wollte und noch fast neun Minuten auf dem Platz verblieb. In den folgenden Tumulten wurden sogar Verwarnungen gegen englische Spieler von diesen nicht wahrgenommen. Auch die Zuschauer bekamen dies nicht mit. Um derartige Missverständnisse zu vermeiden, schlug der englische Schiedsrichter Ken Aston vor, analog zu den international bekannten Verkehrs-Lichtzeichenanlagen (Ampeln) Gelbe und Rote Karten zu verwenden.

#### Erste Rote Karten
Bei der Fußball-Weltmeisterschaft 1970 wurde diese Regelung zum ersten Mal verwendet und setzte sich schnell durch. Allerdings wurde bei dieser WM noch keine Rote Karte gegen einen Spieler fällig. Kurioserweise wurde die einzige Rote Karte gegen einen Betreuer, und zwar den deutschen Physiotherapeuten Erich Deuser fällig, der im Spiel gegen Peru ohne Erlaubnis des Schiedsrichters das Feld betrat, um einen verletzten Spieler zu behandeln. Die erste Rote Karte gegen einen Spieler bei einer Fußball-WM wurde am 14. Juni 1974 im Vorrundenspiel Deutschland – Chile gegen den Chilenen Carlos Caszely, nach einem Revanchefoul an Berti Vogts, vom türkischen Schiedsrichter Doğan Babacan gezeigt.
In der Bundesrepublik Deutschland wurde die Verwendung von Gelben und Roten Karten erstmals im Dezember 1970 bei einem Hallenturnier Berliner Regionalligisten getestet. Am 10. Januar 1971 erhielt Mittelfeldspieler Waldemar Kurpanik vom SV Alsenborn nach einem Foul an Jürgen Neumann von Wormatia Worms die erste Rote Karte in einem deutschen Pflichtspiel. In der höchsten deutschen Spielklasse zog die Regelung erst zur Rückrunde 70/71 ein, auch wenn das Kartensystem auf FIFA-Ebene bereits zur Weltmeisterschaft 1970 eingeführt wurde. Die erste Rote Karte der Fußball-Bundesligageschichte zeigte der Bochumer Schiedsrichter Wilfried Hilker am 3. April 1971 im Spiel von Eintracht Frankfurt gegen Eintracht Braunschweig, nachdem der Frankfurter Spieler Friedel Lutz ein Revanchefoul gegen Jaro Deppe begangen hatte. (Lange Zeit war die erste Rote Karte der Bundesligageschichte fälschlicherweise mit dem Namen Lothar Kobluhn verbunden. Der Oberhausener berichtete in einem Zeitungsinterview davon, am 10. Oktober 1970 die Rote Karte gesehen zu haben. Es wurde vom Frankfurter Schiedsrichter Dieter Heckeroth jedoch nur verbal ein Platzverweis ausgesprochen, wie es seinerzeit üblich war.)

#### Erweiterung der Regeln
Absichtliches Handspiel wurde zunächst allerdings noch nicht mit Platzverweis und somit Roter Karte geahndet, auch noch nicht mit Gelber Karte. Sogar auf der Torlinie konnten Feldspieler mittels Einsatz der Hände Gegentore verhindern, ohne dafür eine persönliche Strafe zu erhalten; selbstverständlich gab es jedoch einen Elfmeter für die gegnerische Mannschaft. Erst ab 1990 wurde Gelb für absichtliches Handspiel eingeführt.
Seit 1991 gibt es im Fußball außerdem die Gelb-Rote Karte, die gezeigt wird, wenn ein Spieler bereits eine Gelbe Karte bekommen hat und erneut eine Regelwidrigkeit begeht, für die der Schiedsrichter Gelb zeigen würde. Sie gilt ebenfalls als Platzverweis, zieht jedoch im Gegensatz zur Roten Karte generell nur die Sperre für ein Spiel nach sich.

### Offizielle Bestimmungen
Die offiziellen Bestimmungen des DFB in Deutschland besagen folgendes: Spieler, Auswechselspieler oder ausgewechselte Spieler, die eines der folgenden Vergehen begehen, werden des Feldes verwiesen:
- Verhindern eines Tors oder Vereiteln einer offensichtlichen Torchance des Gegners durch ein Handspielvergehen (mit Ausnahme des Torhüters im eigenen Strafraum)
- Verhindern eines Tors oder Vereiteln einer offensichtlichen Torchance des Gegners, dessen Gesamtbewegung auf das Tor des Täters ausgerichtet ist, durch ein Vergehen, das mit einem Freistoß zu ahnden ist
- grobes Foulspiel
- Beißen oder Anspucken einer anderen Person
- Tätlichkeit
- anstößige, beleidigende oder schmähende Äußerungen und/oder Handlungen
- zweite Verwarnung im selben Spiel (Gelb-Rote Karte)
- Betreten des Video-Überprüfungsraums (VÜR)

### Geldstrafen
Wenig bekannt ist, dass Verwarnungen wie auch Platzverweise zumindest in den oberen Ligen mit einer Geldstrafe verbunden sind. Nach dem Reglement des Schweizerischen Fussballverbandes muss ein Super-League-Spieler nach einer Roten Karte 400 Franken Buße bezahlen; bei einer Roten Karte in einem Freundschaftsspiel sogar 600.

### Auswirkungen auf das Spielergebnis
Der Sinn einer Roten Karte besteht darin, als Strafe für gravierende Regelverstöße die Erfolgsaussichten der betroffenen Mannschaft zu verringern und dadurch letztlich Fair Play zu fördern. Ein weit verbreiteter Fußballmythos besagt jedoch, dass ein Platzverweis keine negativen Folgen für die Mannschaft habe, weil die übrigen Spieler zu vermehrten Anstrengungen motiviert würden und dadurch die Unterzahl kompensierten. Diese These wurde mehrfach empirisch überprüft. Eine Untersuchung, die auf einer Auswertung der Fußball-Bundesliga im Zeitraum 1999 bis 2009 basiert, kam zu dem Ergebnis, dass Rote Karten sich für Heim- und Auswärtsmannschaften unterschiedlich auf das Spielergebnis auswirken. Danach werden die Chancen der Heimmannschaft durch einen Platzverweis grundsätzlich negativ beeinflusst, während dies bei Auswärtsmannschaften nur dann der Fall ist, wenn der Platzverweis vor der 70. Spielminute erfolgt. Eine Rote Karte für einen Spieler der Auswärtsmannschaft in der Schlussphase des Spiels hat dagegen statistisch gesehen einen positiven Einfluss auf deren Erfolgsaussichten.

### Rekorde

#### Schnellste Rote Karte
- Den Rekord für die schnellste bekannte Rote Karte hält der walisische Amateur-Fußballer Lee Todd. Er reagierte im Jahr 2000 auf den Anpfiff des Schiedsrichters mit den Worten „Fuck me, that was loud“ und wurde wegen „foul language“ bereits nach zwei Sekunden vom Platz gestellt.[12]

- Häufig wird auch David Pratt von Chippenham Town FC als schnellster Rotsünder genannt, der in einem Amateurspiel wegen Foulspiels nach drei Sekunden des Feldes verwiesen wurde.[13]

- Technisch betrachtet gab es noch zwei schnellere Feldverweise, diese ereigneten sich jedoch nicht bei Spielbeginn, sondern während einer Einwechslung: Walter Boyd vom walisischen Klub Swansea City sah die Rote Karte sozusagen in Sekunde 1, weil er einem Gegner den Ellenbogen ins Gesicht rammte, noch bevor der Schiedsrichter die Partie wieder anpfeifen konnte.

- Gleiches „gelang“ auch Keith Gillespie von Sheffield United im Januar 2007.[12]

- Die schnellste Rote Karte in einem WM-Spiel erhielt José Batista (Uruguay) im Spiel Uruguays gegen Schottland bei der WM 1986 56 Sekunden nach Spielbeginn durch Schiedsrichter Joël Quiniou (Frankreich). Uruguay verteidigte mit 10 Spielern über 90 Minuten ein 0:0 und zog damit ins Achtelfinale ein.[14]

- Die bisher schnellste Rote Karte im DFB-Pokal sah am 18. April 2018 der bei Eintracht Frankfurt spielende Gelson Fernandes im Halbfinale gegen den FC Schalke 04 nur 33 Sekunden nach seiner Einwechslung.[15]

- Gezählt vom Beginn einer Bundesliga-Partie zeigte Schiedsrichter Felix Brych dem Kölner Youssef Mohamad im Spiel gegen den 1. FC Kaiserslautern am 21. August 2010 aufgrund einer Notbremse nach 87 Sekunden Rot.[16][17]

#### Die meisten Roten Karten
- Die meisten Roten Karten in einem Spiel sprach im März 2011 der Schiedsrichter Damien Rubino in der fünften argentinischen Liga im Spiel Claypole (Vorort von Buenos Aires) gegen Victoriano Arenas (Avellaneda) aus. Er verteilte an sämtliche Spieler, alle Ersatzspieler und beide Trainer insgesamt 36 Rote Karten.[18]

- Übermäßig viele Platzverweise gab es auch am 17. August 1986 beim Spitzenspiel in der mexikanischen Primera División zwischen Club América (Mexiko-Stadt) und Deportivo Guadalajara, in dem der Schiedsrichter 22 Rote Karten aufgrund permanenter Tätlichkeiten vergab.

## Handball

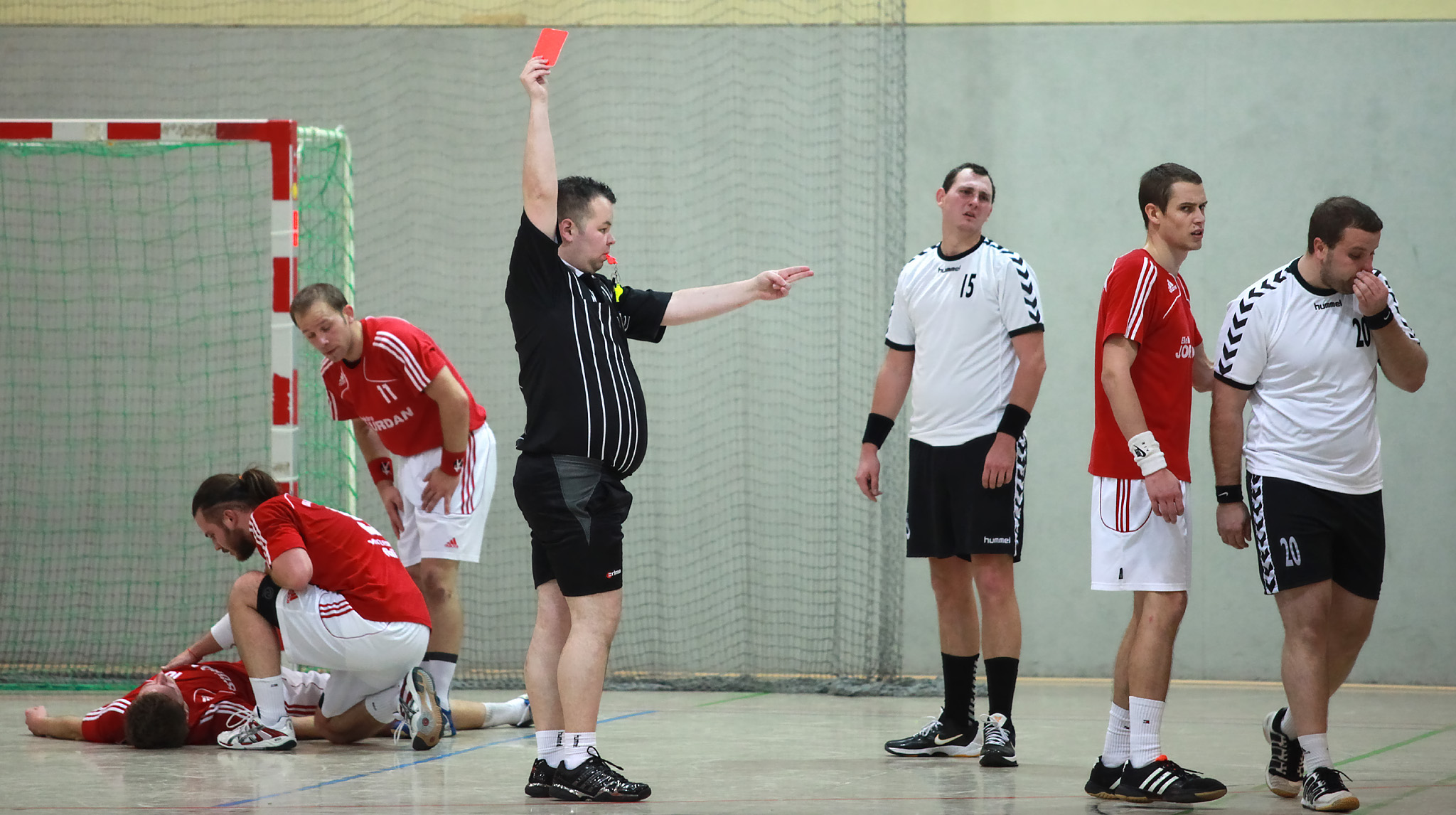
Rote Karte beim Handball

Abweichend vom Fußball darf die Mannschaft im Handball zwei Minuten nach der Roten Karte wieder ergänzt werden. Eine Sperre in folgenden Spielen gibt es nur, wenn der Schiedsrichter durch das zusätzliche Zeigen der Blauen Karte einen Bericht anzeigt, den er später verfasst. Dieser Bericht veranlasst die spielleitende Stelle, ein Disziplinarverfahren einzuleiten.

## Pétanque
In der Boulespielsportart Pétanque steht die Rote Karte für den Ausschluss für das Spiel oder die Disqualifikation für den Wettbewerb.

## Volleyball
Die Rote Karte beim Volleyball ist die Sanktion wegen eines Fehlverhaltens, nachdem bereits einmal die Gelbe Karte gegen die Person verhängt wurde. Die Rote Karte hat zur Folge, dass die gegnerische Mannschaft das Aufschlagsrecht und einen Punkt erhält. Wenn eine Person zweimal mit einer Roten Karte sanktioniert wurde, ist als nächste Stufe die Verbindung beider Karten in einer Hand, was die Hinausstellung bedeutet.
Die Rote Karte kann auch als Mannschaftssanktion folgen. Sie wird dann vom Schiedsrichter gut sichtbar für alle gegen das andere Handgelenk gelegt. Hier muss zunächst wegen einer ersten Verzögerung durch die Mannschaft die Gelbe Karte gegen das Handgelenk gehalten werden. Bei jeder weitern Verzögerung erfolgt das Zeigen der Roten Karte gegen das Handgelenk. Das Aufschlagsrecht wechselt zur gegnerischen Mannschaft, die darüber hinaus einen Punkt erhält.
Die Sanktionen werden im Spielbericht eingetragen.